# Campionati italiani di triathlon sprint del 2002
I Campionati italiani di triathlon sprint del 2002 sono stati organizzati dalla Federazione Italiana Triathlon e si sono tenuti a Marina di Pietrasanta in Toscana, in data 5 ottobre 2002.
Tra gli uomini ha vinto Giuseppe Ferraro ( Carabinieri), mentre la gara femminile è andata a Beatrice Lanza (Ironbiella).

## Risultati

### Élite uomini
| Pos. | Atleta               | Società sportiva       | Nuoto    | Bici     | Corsa    | Totale   |
| ---- | -------------------- | ---------------------- | -------- | -------- | -------- | -------- |
|      | Giuseppe Ferraro     | Carabinieri            | 00:13:12 | 00:27:28 | 00:14:46 | 00:55:26 |
|      | Alessandro Degasperi | Dolomitica             | 00:12:59 | 00:00:00 | 00:55:47 | 00:55:47 |
|      | Davide Maraja        | Fumane Triathlon       | 00:13:06 | 00:00:00 | 00:55:54 | 00:55:54 |
| 4    | Gianfranco Mione     | Big One Team3          | 00:13:13 | 00:00:00 | 00:56:04 | 00:56:04 |
| 5    | Andrea D'Aquino      | Carabinieri            | 00:13:00 | 00:00:00 | 00:56:06 | 00:56:06 |
| 6    | Emilio D'Aquino      | Carabinieri            | 00:13:05 | 00:00:00 | 00:56:07 | 00:56:07 |
| 7    | Francesco Sommariva  | Dolomitica             | 00:13:07 | 00:00:00 | 00:56:08 | 00:56:08 |
| 8    | Fabrizio Baralla     | Forze Armate Triathlon | 00:13:17 | 00:00:00 | 00:56:31 | 00:56:31 |
| 9    | Manuel Canuto        | Fiamme Oro             | 00:12:59 | 00:00:00 | 00:56:37 | 00:56:37 |
| 10   | Leonardo Fiorella    | Fiamme Oro             | 00:13:18 | 00:00:00 | 00:56:48 | 00:56:48 |
| 11   | Gabriele Pertusati   | Silca Ultralite        | 00:13:02 | 00:00:00 | 00:56:49 | 00:56:49 |
| 12   | Peter Viana          | Valle d'Aosta          | 00:13:31 | 00:00:00 | 00:56:52 | 00:56:52 |
| 13   | Luca Villa           | Fiamme Oro             | 00:13:34 | 00:00:00 | 00:56:57 | 00:56:57 |
| 14   | Andrea Salzarulo     | DDS                    | 00:13:16 | 00:00:00 | 00:56:59 | 00:56:59 |
| 15   | Daniele Fiorentini   | Forze Armate Triathlon | 00:13:03 | 00:00:00 | 00:57:02 | 00:57:02 |
| 16   | Alberto Alessandroni | Black Spruts Fdm       | 00:13:09 | 00:00:00 | 00:57:11 | 00:57:11 |
| 17   | Dario Galasso        | Big One Team3          | 00:13:09 | 00:00:00 | 00:57:19 | 00:57:19 |
| 18   | Stefano Mosconi      | Forze Armate Triathlon | 00:14:02 | 00:00:00 | 00:57:40 | 00:57:40 |
| 19   | Edoardo Piantanida   | Pro Patria Acros       | 00:13:16 | 00:00:00 | 00:57:42 | 00:57:42 |
| 20   | Luca Bonazzi         | Triathlon Bergamo      | 00:14:16 | 00:00:00 | 00:57:47 | 00:57:47 |

### Élite donne
| Pos. | Atleta              | Società sportiva      | Nuoto    | Bici     | Corsa    | Totale   |
| ---- | ------------------- | --------------------- | -------- | -------- | -------- | -------- |
|      | Beatrice Lanza      | Ironbiella            | 00:16:36 | 00:30:06 | 00:17:25 | 01:04:07 |
|      | Silvia Gemignani    | DDS                   | 00:16:24 | 00:30:25 | 00:17:47 | 01:04:36 |
|      | Giunia Chenevier    | Valle d'Aosta         | 00:16:27 | 00:30:20 | 00:18:09 | 01:04:56 |
| 4    | Elena Spaggiari     | Galileo Triathlon     | 00:16:33 | 00:30:15 | 00:18:40 | 01:05:28 |
| 5    | Elisa Battistoni    | DDS                   | 00:16:32 | 00:30:20 | 00:18:46 | 01:05:38 |
| 6    | Manuela Ianesi      | Läufer Club Bozen     | 00:17:06 | 00:30:40 | 00:18:24 | 01:06:10 |
| 7    | Valentina Filipetto | Silca Ultralite       | 00:16:34 | 00:30:17 | 00:19:36 | 01:06:27 |
| 8    | Eleonora Sandri     | Torino Triathlon      | 00:16:35 | 00:30:15 | 00:19:47 | 01:06:37 |
| 9    | Marta Gaiardelli    | Silca Ultralite       | 00:17:05 | 00:30:42 | 00:19:40 | 01:07:27 |
| 10   | Cristina Giribon    | Fiamme Oro            | 00:18:01 | 00:30:46 | 00:19:00 | 01:07:47 |
| 11   | Serena Borsani      | Pro Patria Acros      | 00:18:02 | 00:30:49 | 00:19:31 | 01:08:22 |
| 12   | Sara Desideri       | Minerva Roma          | 00:18:00 | 00:30:49 | 00:20:44 | 01:09:33 |
| 13   | Michelle Palmisano  | Iron Team             | 00:18:09 | 00:30:45 | 00:21:09 | 01:10:03 |
| 14   | Daniela Chmet       | Feder Club Trieste    | 00:17:49 | 00:33:44 | 00:18:44 | 01:10:17 |
| 15   | Lisa Desiderà       | Silca Ultralite       | 00:19:45 | 00:31:23 | 00:19:36 | 01:10:44 |
| 16   | Laura Manzecchi     | Edera Triathlon Forlì | 00:19:06 | 00:32:23 | 00:19:34 | 01:11:03 |
| 17   | Matilde Ravizza     | Forestale             | 00:21:01 | 00:32:16 | 00:18:17 | 01:11:34 |
| 18   | Silvia Parocchi     | Pasta Granarolo       | 00:17:01 | 00:34:20 | 00:20:39 | 01:12:00 |
| 19   | Laura Giordano      | Edera Triathlon Forlì | 00:19:25 | 00:33:49 | 00:18:55 | 01:12:09 |
| 20   | Maria Casciotti     | Minerva Roma          | 00:18:33 | 00:33:59 | 00:21:29 | 01:14:01 |